# Sybra palavana
Sybra palavana là một loài bọ cánh cứng trong họ Cerambycidae.